# Сент-Люсія на Чемпіонаті світу з водних видів спорту 2015
Сент-Люсія взяла участь у Чемпіонаті світу з водних видів спорту 2015, який пройшов у Казані (Росія) від 24 липня до 9 серпня.

## Плавання
Плавці Сент-Люсії виконали кваліфікаційні нормативи в дисциплінах, які наведено в таблиці (не більш як 2 плавці на одну дисципліну за часом нормативу A, і не більш як 1 плавець на одну дисципліну за часом нормативу B):
Чоловіки
| Спортсмен     | Дисципліна           | Попередній заплив | Попередній заплив | Півфінал        | Півфінал        | Фінал           | Фінал           |
| Спортсмен     | Дисципліна           | Час               | Місце             | Час             | Місце           | Час             | Місце           |
| ------------- | -------------------- | ----------------- | ----------------- | --------------- | --------------- | --------------- | --------------- |
| Джордан Ожьє  | 50 м вільним стилем  | 23.30             | 43                | Завершив виступ | Завершив виступ | Завершив виступ | Завершив виступ |
| Джордан Ожьє  | 100 м вільним стилем | 51.39             | 65                | Завершив виступ | Завершив виступ | Завершив виступ | Завершив виступ |
| Джошуа Даніел | 50 м батерфляєм      | 25.61             | 50                | Завершив виступ | Завершив виступ | Завершив виступ | Завершив виступ |
| Джошуа Даніел | 100 м батерфляєм     | 57.66             | 59                | Завершив виступ | Завершив виступ | Завершив виступ | Завершив виступ |